# 诺姆·尼克松
诺姆·尼克松（英語：Norm Nixon，1955年10月11日—），美国NBA联盟前职业篮球运动员。